# Tavola di san Domenico di Guzmán
La Tavola di san Domenico di Guzmán  è un pezzo della collezione permanente del Museo nazionale d'arte della Catalogna. Proviene dalla ex chiesa di San Miguel di Tamarite de Litera e fu acquisita nel 1907.

## Descrizione e stile
Contiene dodici scene della vita del santo, sei per lato, in aggiunta al compartimento centrale, dove è rappresentato san Domenico in piedi con il libro e un bastone finito con il "fiore di giglio", che allude alla sua castità e alla devozione alla Vergine Maria (attributo che condivide con san Francesco d'Assisi e sant'Antonio da Padova). 
Il gran numero di scene rappresentate in questo lavoro mette in evidenza il significativo sviluppo della narrazione in queste fasi iniziali di architettura gotica nel regno Corona d'Aragona, con l'individuazione di diverse scene dettagliate delle vite dei santi.